# Lịch sử Bộ Quốc phòng Việt Nam
Lịch sử Bộ Quốc phòng Việt Nam tính từ ngày 2 tháng 9 năm 1945, Chủ tịch Hồ Chí Minh đọc bản Tuyên ngôn độc lập khai sinh nước Việt Nam Dân chủ Cộng hòa và ra mắt toàn bộ thành viên chính phủ lâm thời trước quốc dân, trong đó có Bộ Quốc phòng.

## Những năm đầu thành lập
Ngay sau khi nhận được tin Nhật tuyên bố đầu hàng Đồng Minh ngày 15 tháng 8 năm 1945, các lãnh đạo Việt Minh đã tổ chức Quốc dân Đại hội tại Tân Trào, Tuyên Quang ngày 16 tháng 8, cử ra Ủy ban Dân tộc giải phóng do lãnh tụ Hồ Chí Minh làm Chủ tịch, lãnh đạo thực hiện Tổng khởi nghĩa. Sau khi giành được chính quyền, ngày 27 tháng 8 năm 1945, Ủy ban Dân tộc Giải phóng Việt Nam được cải tổ thành Chính phủ Cách mạng lâm thời Việt Nam Dân chủ Cộng hòa. Trong tuyên cáo ngày 27 tháng 8, thành phần chính phủ lâm thời có ông Chu Văn Tấn giữ vai trò Bộ trưởng Bộ Quốc phòng. Do đó ngày 27 tháng 8 trở thành ngày truyền thống của Bộ Quốc phòng .
Ngày 2 tháng 9 năm 1945, Chủ tịch Hồ Chí Minh đọc bản Tuyên ngôn độc lập khai sinh nước Việt Nam Dân chủ Cộng hòa và ra mắt toàn bộ thành viên chính phủ lâm thời trước quốc dân, trong đó có cả tân bộ trưởng quốc phòng Chu Văn Tấn.
Tuy nhiên, trên thực tế, các cơ quan nội các vẫn chưa kịp thành lập, kể cả Bộ Quốc phòng. Các lực lượng vũ trang của người Việt đều do các đảng phái chính trị lãnh đạo riêng rẽ hoặc tổ chức tự phát. Trong đó, lực lượng vũ trang có thực lực nhất là Việt Nam Giải phóng quân, do Mặt trận Việt Minh lãnh đạo. Ngày 7 tháng 9 năm 1945, Chủ tịch Chính phủ Lâm thời Hồ Chí Minh ra chỉ thị thành lập Bộ Tham mưu nhằm chỉ huy, điều hành lực lượng vũ trang trong cả nước: 
| “              | "Chính phủ lâm thời đã quyết định tổ chức Bộ Quốc phòng nay Đoàn thể lập Bộ Tham mưu để chỉ huy, điều hành lực lượng vũ trang trong cả nước. Bộ Tham mưu là cơ quan quân sự cơ mật của đoàn thể, là cơ quan quan trọng của quân đội, có nhiệm vụ: tổ chức, huấn luyện quân đội cho giỏi; tổ chức nắm dịch, nắm ta rõ ràng, bày mưu kế khôn khéo; tổ chức chỉ huy thông suốt, bí mật nhanh chóng, kịp thời, chính xác để đánh thắng mọi kẻ thù, bảo vệ cách mạng". | ” |
| — Hồ Chí Minh. | |   |

Cùng với chỉ thị này, ông Hoàng Văn Thái được chỉ định làm Tham mưu trưởng và được giao nhiệm vụ tổ chức Bộ Tham mưu. Một nhóm hạt nhân nòng cốt để xây dựng Bộ Tham mưu gồm 8 người là Hoàng Văn Thái, Hoàng Đạo Thúy, Hoàng Minh Đạo, Mai Hữu Thao, Nguyễn Văn Trang, Vũ Văn Thềm, Nghiêm Xuân Hoà, Đỗ Văn Sáng; hình thành cơ cấu tổ chức cơ quan tham mưu bước đầu bao gồm: Phòng Tác chiến - Đồ bản do Hoàng Văn Thái, Tham mưu trưởng, trực tiếp làm Trưởng phòng; Phòng Tình báo do Hoàng Minh Đạo làm Trưởng phòng; Phòng Quân lực do Trần Văn Lư làm Trưởng phòng; Phòng Thông tin liên lạc do Hoàng Đạo Thúy làm Trưởng phòng và Văn phòng quản lý hành chính do Nguyễn Văn Trang phụ trách.
Ngày 23 tháng 9 năm 1945, Pháp nổ súng tái chiếm Nam Bộ. Ngày 15 tháng 10 năm 1945, Chủ tịch Hồ Chí Minh ra Sắc lệnh phân chia toàn quốc thành 9 chiến khu. Tuy nhiên, do điều kiện chiến tranh, liên lạc khó khăn do chiến sự đã lan đến địa bàn khu 6, chính phủ Việt Nam Dân chủ Cộng hòa chỉ mới bổ nhiệm các nhân sự của các chiến khu 1, 2, 3, 4. Các chiến khu 5, 6 đặt dưới quyền chỉ đạo của Ủy ban kháng chiến hành chính Miền Nam Việt Nam; các chiến khu 7, 8, 9 được đặt dưới quyền chỉ đạo trực tiếp của Xứ ủy Nam Bộ và Ủy ban Kháng chiến Nam Bộ. Cùng ngày, thực dân Pháp gây hấn ở Nam Bộ, mở đầu cuộc chiến tranh xâm lược Việt Nam lần hai.
Ngày 2 tháng 3 năm 1946, Chính phủ Liên hiệp kháng chiến được thành lập. Luật sư Phan Anh giữ cương vị Bộ trưởng Quốc phòng. Ngày 2 tháng 3 năm 1946, Ủy ban Kháng chiến toàn quốc, còn gọi là Toàn quốc Kháng chiến Ủy viên Hội ra đời. Chủ tịch: Võ Nguyên Giáp, Phó Chủ tịch: Vũ Hồng Khanh.
Ngày 25 tháng 3 năm 1946, Chủ tịch Hồ Chí Minh ký Sắc lệnh số 34 về tổ chức Bộ Quốc phòng. Theo đó, Bộ Quốc phòng có Văn phòng và 10 cục chuyên môn: Chế tạo quân nhu Cục, Chế tạo quân giới Cục, Chính trị Cục, Tình báo Cục, Quân chính Cục, Quân huấn Cục, Công chính giao thông Cục, Quân pháp Cục, Quân nhu Cục, Quân y Cục.. Cũng trong ngày hôm đó, một số nhân sự lãnh đạo các cơ quan chuyên môn của Bộ Quốc phòng cũng được bổ nhiệm. 
Ngày 6 tháng 5 năm 1946, Chủ tịch Hồ Chí Minh ký Sắc lệnh 60 đổi tên Ủy ban kháng chiến toàn quốc thành Quân sự Ủy viên hội, theo đó Quân sự Uỷ viên hội một cơ quan tối cao quân sự đặt thẳng dưới quyền điều khiển của Chính phủ và nhiệm vụ điều khiển quân đội toàn quốc, đứng đầu là Chủ tịch và Phó Chủ tịch ngang hàng với Bộ trưởng và Thứ trưởng các Bộ và quy định tổ chức của Quân sự Ủy viên hội gồm: Cục Tham mưu, Cục Chính trị, Cục Tổng vụ, Cục Tổng Chỉ huy, Uỷ ban Liên lạc và kiểm soát quân sự Trung ương Việt - Pháp.
Ngày 29 tháng 6 năm 1946, thành lập Đoàn Pháo binh Thủ đô (sau là Cục Pháo Binh rồi Binh chủng Pháo binh). Ngày 7 tháng 7 năm 1946, thành lập Trường Võ bị Đà Lạt sau này là Học viện Lục quân (1981).
Từ ngày 28 tháng 10 đến ngày 9 tháng 11 năm 1946, Quốc hội khóa I, kỳ họp thứ 2 đã quyết định sáp nhập Bộ Quốc phòng hợp với Quân sự Ủy viên hội thành Bộ Quốc phòng-Tổng Chỉ huy. Ngày 30 tháng 11 năm 1946, Chủ tịch Hồ Chí Minh ra Sắc lệnh số 230 Ủy quyền cho Võ Nguyên Giáp đứng đầu Bộ Tổng Chỉ huy kiêm Bộ trưởng Bộ Quốc phòng.
Ngày 5 tháng 11 năm 1946, Chủ tịch Hồ Chí Minh chỉ thị công việc khẩn cấp cần làm. Chủ tịch Hồ Chí Minh nêu rõ: "Công việc khẩn cấp là kháng chiến và kiến quốc. Người dự đoán cuộc kháng chiến sẽ gay go, gian khổ, nhưng chúng ta kiên quyết chống chọi với các trận khủng bố của địch, thì ta sẽ thắng.". Trong tháng 11 năm 1946, cả nước chia thành 12 khu hành chính và quân sự. Mỗi khu có Uỷ ban kháng chiến khu phụ trách hành chính, Khu trưởng phụ trách quân đội. Ngày 10 tháng 12 năm 1946, thành lập Khu 7, sau là Quân khu 7 (1975). Cùng ngày, thành lập Khu 9, sau là Quân khu 9 (1976).
Cuối tháng 11, đầu tháng 12 năm 1946, trước tình hình căng thẳng tại Mặt trận Hà Nội, Các cơ quan Trung ương Đảng, Chính phủ, Quốc hội, Mặt trận và Bộ Tổng Chỉ huy di chuyển lên An toàn khu Việt Bắc giáp giới với Trung Quốc để lãnh đạo, tổ chức kháng chiến lâu dài. Các binh công xưởng, xí nghiệp, nhà máy, gần 63 nghìn nhân dân miền xuôi và hàng vạn tấn máy móc, nguyên vật liệu được vận chuyển, sơ tán lên Việt Bắc để vừa sản xuất vừa tiếp tục chiến đấu.
Ngày 18 tháng 12 năm 1946, thực dân Pháp gửi tối hậu thư cho Chính phủ Việt Nam Dân chủ Cộng hòa đòi tước khí giới của lực lượng tự vệ và giành kiểm soát Thủ đô Hà Nội. Ngay trong ngày, Ban Thường vụ Trung ương Đảng họp hội nghị mở rộng tại Hà Đông, hạ quyết tâm phát động toàn quốc kháng chiến. Bộ Quốc phòng-Tổng chỉ huy chủ trưởng mở cuộc tiến công vào các vị trí quân Pháp ở Hà Nội, Nam Định, Hải Dương, Bắc Ninh, Bắc Giang, Vinh, Huế, Đà Nẵng.... Ban Thường vụ Trung ương Đảng có dự đoán chắc chắn trong 24 giờ thực dân Pháp sẽ nổ súng và chỉ thị cho toàn quân và dân cả nước sẵn sàng chiến đấu. Đến chiều ngày 19 tháng 12 năm 1946, Bộ trưởng Bộ Quốc phòng-Tổng chỉ huy Võ Nguyên Giáp ra lệnh cho bộ đội chủ lực và các lực lượng vũ trang:"Giờ chiến đấu đã đến". Cơ quan cơ yếu mật mã Bộ Tổng tham mưu truyền đi bản mật lệnh: "Chuyến hàng sẽ đến lúc 18 giờ ngày 21-12. Hàng mang mã hiệu A cộng hai, B trừ hai. Chú ý theo dõi đón hàng đúng giờ". Theo đó, quy ước "chuyến hàng sẽ đến" có nghĩa là tổng giao chiến bắt đầu. A là giờ cộng thêm hai, B là ngày trừ đi hai. Có nghĩa là: "Cuộc tổng giao chiến bắt đầu lúc 20 giờ ngày 19 tháng 12".

Bộ Chính trị gồm Hồ Chí Minh, Trường Chinh, Phạm Văn Đồng, Võ Nguyên Giáp bàn phương pháp đánh chiến dịch Điện Biên Phủ năm 1954

Ngày 4 tháng 2 năm 1947, thành lập Cục Quân giới (nay phát triển thành Tổng cục Công nghiệp Quốc phòng, Trung tâm Khoa học và Công nghệ Quân sự, Tổng cục Kỹ thuật, Bộ Quốc phòng Việt Nam). Cục trưởng: Trần Đại Nghĩa
Đầu tháng 3 năm 1947, Chính phủ quyết định đổi tên Bộ Tổng chỉ huy quân đội quốc gia thành Bộ Tổng chỉ huy quân đội quốc gia và dân quân tự vệ, và thành lập các ban chỉ huy tỉnh đội, huyện đội, xã đội thuộc ủy ban kháng chiến các cấp. Ngày 20 tháng 3 năm 1947, thành lập Cục Quân báo, Bộ Tổng Tham mưu, sau là Tổng cục Tình báo (1995).
Ngày 1 tháng 5 năm 1947, Chủ tịch Hồ Chí Minh ký Sắc lệnh 47 quy định tổ chức của Bộ Tổng Chỉ huy gồm các cơ quan: Bộ Tổng Tham mưu, Cục Chính trị, Cục Tình báo và Văn phòng.
Tháng 7 năm 1947, Bộ Quốc phòng-Tổng Chỉ huy tách ra thành Bộ Quốc phòng và Bộ Tổng Chỉ huy. Ngày 30 tháng 9 năm 1947, Chủ tịch Hồ Chí Minh ký Sắc lệnh 90 quy định mối quan hệ giữa Bộ Quốc phòng và Bộ Tổng Chỉ huy. Theo đó, phương châm và kế hoạch về quân nhu, quân giới huấn luyện bộ đội, công binh, vô tuyến điện, hai bên cùng quyết định chung, Bộ Quốc phòng phụ trách thực hiện, Bộ Tổng chỉ huy phụ trách điều động sử dụng, trừ những trường hợp hai bên cùng sử dụng thì Tổng chỉ huy định, Quốc phòng y hiệp. Đứng đầu Bộ Tổng Chỉ huy Quân đội Quốc gia Việt Nam là Tổng Chỉ huy ngang hàng với Bộ trưởng về quyền hạn và danh vị và là thành viên trong Hội đồng Liên bộ.
Ngày 25 tháng 1 năm 1948, Chính phủ ra Sắc lệnh số 120-SL thành lập các liên khu trong cả nước để tăng cường chỉ đạo chiến tranh. Theo Sắc lệnh này, Khu 1 và khu 12 hợp nhất thành Liên khu 1; Khu 2, 3, 11 hợp nhất thành Liên khu 3; Khu 10 và khu 14 hợp nhất thành Liên khu 10; Khu 4 đổi tên thành Liên khu 4; khu 7, 8, 9 và đặc khu Sài Gòn - Chợ Lớn hợp nhất thành Liên khu Nam Bộ. Trong ngày 25 tháng 1 năm 1948, thành lập Cục Tổng Thanh tra.
Ngày 14 tháng 4 năm 1948, Bộ Tổng Chỉ huy Quân đội Quốc gia và dân quân tự vệ đổi tên thành Bộ Tổng Chỉ huy Quân đội Quốc gia và dân quân Việt Nam.Tháng 10 năm 1948, hợp nhất Bộ Tổng Chỉ huy Quân đội Quốc gia và dân quân Việt Nam với Bộ Quốc phòng thành Bộ Quốc phòng-Tổng Chỉ huy.
Ngày 9 tháng 3 năm 1949, thành lập Ban Nghiên cứu Không quân thuộc Bộ Tổng Tham mưu, sau là Ban Nghiên cứu Sân bay (năm 1955), Bộ Tư lệnh Phòng không (năm 1958), Cục Không quân thuộc Bộ Tổng Tham mưu (năm 1959), Quân chủng Phòng không-Không quân (năm 1963).
Ngày 10 tháng 3 năm 1949, thành lập Trường Quân y sĩ Việt Nam, sau là Đại học Quân y (năm 1966), Học viện Quân y (năm 1981).
Ngày 12 tháng 3 năm 1949, Chính phủ ra Sắc lệnh số 14-SL, đổi tên Bộ Tổng chỉ huy Quân đội quốc gia và Dân quân Việt Nam thành Bộ Tổng Tư lệnh Quân đội quốc gia và Dân quân Việt Nam (hay còn gọi là Bộ Quốc phòng-Tổng Tư lệnh); các bộ chỉ huy Liên khu quân sự thành Bộ Tư lệnh Liên khu; Tổng chỉ huy gọi là Tổng Tư lệnh; Liên khu trưởng gọi là Tư lệnh Liên khu.
Ngày 18 tháng 6 năm 1949, Chủ tịch Hồ Chí Minh ký Sắc lệnh số 50/SL về tổ chức Bộ Quốc phòng thì Bộ Quốc phòng có: Văn phòng; Các Nha: Nha Quân giới, Nha Quân nhu và Nha Quân dược; Các cơ quan: Bộ Tổng Tham mưu, Cục Chính trị, Cục Dân quân, Cục Quân huấn, Cục Quân chính, Cục Quân pháp, Cục Tình báo, Cục Pháo binh, Cục Công binh, Cục Quân giới, Cục Quân nhu, Cục Quân y, Cục Thông tin liên lạc, Cục Vận tải. Đứng đầu các cục là Cục trưởng.

## Trong Kháng chiến chống Pháp
Ngày 11 tháng 7 năm 1950, Chủ tịch Hồ Chí Minh ký Sắc lệnh 121 thành lập Tổng cục Chính trị và Tổng cục Cung cấp; quy định Bộ Quốc phòng-Tổng Tư lệnh gồm Bộ Tổng Tham mưu (gồm các Cục: Tác chiến, Quân báo, Dân quân, Quân huấn, Thông tin Liên lạc), Tổng cục Chính trị (gồm các Cục: Tổ chức, Tuyên huấn, Địch vận, Quân pháp, Nhà Xuất bản Vệ Quốc quân), Tổng cục Cung cấp (gồm các Cục: Quân lương, Quân y, Quân vụ, Quân giới, Quân trang, Vận tải), Đoàn Thanh tra và Văn phòng.

Đại đoàn 308 tiến qua Quảng trường Đông Kinh nghĩa thục về tiếp quản Thủ đô Hà Nội năm 1954

Ngày 13 tháng 7 năm 1950, Bộ trưởng Bộ Quốc phòng-Tổng tư lệnh Quân đội quốc gia và Dân quân Việt Nam đã ra Thông tư số 47/TT-A giải thích về tổ chức mới của Bộ Tổng tư lệnh. Thông tư có đoạn viết: "Để sự chỉ đạo chiến tranh được tập trung hơn nữa, để việc huy động mọi khả năng, mọi lực lượng cho tiền tuyến được nhanh chóng và chu đáo hơn nữa, tổ chức lại Bộ Tổng tư lệnh, thành lập Bộ Tổng tham mưu, hai Tổng cục, đoàn Thanh tra, Văn phòng Bộ Tổng tư lệnh.... Từ đây, bắt đầu có cấp Tổng cục bao gồm một số cục trong cơ quan Bộ. Thứ nhất là Bộ Tổng tham mưu gồm Văn phòng, Cục Tác chiến, Cục Quân báo, Cục Thông tin liên lạc, Cục Dân quân, Cục Quân huấn. Thứ hai là Tổng cục Chính trị gồm Văn phòng, Cục Tổ chức, Cục Tuyên huấn, Cục Quân pháp, Cục Địch vận, Nhà xuất bản Vệ quốc quân.Thứ ba là Tổng cục Cung cấp gồm Văn phòng, Cục Quân lương, Cục Quân y, Cục Quân vụ, Cục Vận tải, Cục Quân giới, Cục Quân trang, Phòng Quân khí.Thứ tư là Đoàn Thanh tra. Thứ năm là Văn phòng Bộ Tổng tư lệnh. Ngoài ra còn có Cục Pháo binh, Cục Công binh và quân hiệu (các trường quân sự) được Tổng tư lệnh uỷ quyền Tổng Tham mưu trưởng chỉ đạo.
Ngày 1 tháng 4 năm 1951, thành lập Quân y viện 108, sau là Viện Quân y 108 (1980), Bệnh viện Trung ương Quân đội 108 (1995). Ngày 15 tháng 6 năm 1951, thành lập Trường Sĩ quan Hậu cần, sau sát nhấp vào Học viện Hậu cần (1974). Ngày 25 tháng 10 năm 1951, thành lập Trường Chính trị Trung cấp, mãi sau này là Học viện Chính trị (2008).
Đầu năm 1955, cơ quan Bộ Quốc phòng-Tổng tư lệnh được chấn chỉnh tổ chức và được gọi là cơ quan Tổng quân uỷ-Bộ Quốc phòng-Tổng tư lệnh. Trong văn bản "Mấy điều giải thích về chấn chỉnh tổ chức cơ quan Tổng quân uỷ" đề ngày 1 tháng 4 năm 1955, có đoạn viết: "Bộ máy chỉ đạo quân sự của Đảng gọi là Tổng quân uỷ, về chính quyền vẫn gọi là Bộ Quốc phòng-Tổng tư lệnh. Những cơ quan chính của Tổng quân uỷ vẫn có Bộ Tổng tham mưu, Tổng cục Chính trị, Tổng cục Cung cấp. Ngoài ra còn có một Văn phòng đồng thời là Văn phòng Tổng quân uỷ và Văn phòng Bộ Quốc phòng-Tổng tư lệnh....
Văn bản đó còn nói đến một số điểm nữa như đổi tên Tổng cục Cung cấp thành Tổng cục Hậu cần, tách và thành lập thêm một số cơ quan trực thuộc Bộ hoặc trực thuộc các Tổng cục và hình thành các cơ quan: Một là Văn phòng Tổng quân uỷ-Bộ Quốc phòng-Tổng tư lệnh. Hai là Bộ Tổng tham mưu: Văn phòng, Cục Tác chiến, Cục Quân báo, Cục Thông tin liên lạc, Cục Quân lực, Cục Quân huấn, Cục Quản lý hành chính kinh tế, Phòng Giao thông quân sự, Phòng Cơ yếu, Phòng Đồ bản. Ba là Tổng cục Chính trị: Văn phòng, Cục Tổ chức, Cục Tuyên huấn, Cục Địch vận, Cục Bảo vệ, Cục Chính trị trực thuộc, Báo Quân đội nhân dân, Thể công, Văn công, Phòng Tài vụ. Bốn là Tổng cục Hậu cần: Bộ Tham mưu, Cục Chính trị, Cục Quân nhu, Cục Quân y, Cục Quản lý xe hơi máy kéo, Cục Quân giới, Phòng Quản lý doanh trại, Phòng Xăng dầu, Phòng Sản xuất trang dụng, các đoàn xe hơi, các đoàn thuyền, canô, báo Hậu cần, trường Hậu cần, Phòng Liên lạc biên giới. Năm là Các đơn vị trực thuộc khác: Cục Pháo binh, Cục Công binh, Cục Phòng không, Cục Hàng không, Cục Phòng thủ bờ biển, Cục Dân quân, Cục Tài vụ, Cục Quân khí, cơ quan quân pháp, trường Lục quân, trường Quân chính trung cấp, Toà soạn Quân chính tập san.
Ngày 22 tháng 2 năm 1955, Chủ tịch Hồ Chí Minh ký Sắc lệnh 221 về việc sáp nhập Khu Tả Ngạn với Liên khu 3 thành Liên khu 3. Ngày 7 tháng 5 năm 1955, thành lập Cục Phòng thủ bờ biển, sau là Cục Hải quân (1959), Quân chủng Hải quân (1963).
Ngày 24 tháng 9 năm 1955, Tổng quân uỷ đã ra Nghị quyết số 10/VP-TQU về cải tiến cách làm việc, trong đó có đoạn xác định vị trí, nhiệm vụ của các cơ quan giúp việc: "Đứng về phía chỉ đạo của Đảng về quân sự mà nói thì cơ quan thống nhất chỉ đạo toàn quân là Tổng quân uỷ, các cơ quan giúp việc là Bộ Tổng tham mưu, Tổng cục Chính trị, Tổng cục Hậu cần. Tổng quân uỷ thông qua các cơ quan Tham mưu, Chính trị, Hậu cần mà thực hiện sự lãnh đạo của mình; ngược lại sự chỉ đạo công tác của các cơ quan tham mưu, chính trị, hậu cần đối với đơn vị đều phải tập trung thống nhất vào chủ trương và kế hoạch chung của Tổng quân uỷ mà cơ quan giúp việc hàng ngày cho Tổng quân uỷ là Văn phòng Tổng quân uỷ....

## Trong Kháng chiến chống Mỹ
Ngày 10 tháng 4 năm 1958, Chủ tịch Hồ Chí Minh ký Sắc lệnh số 60/SL về việc thành lập Tổng cục Quân huấn trực thuộc Bộ Quốc phòng. Tổng cục Quân huấn có nhiệm vụ giúp Bộ Quốc phòng Tổng tư lệnh chỉ đạo công tác huấn luyện quân sự đối với cán bộ và chiến sĩ các binh chủng trong toàn quân, chỉ đạo công tác các nhà trường của quân đội và chỉ đạo công tác huấn luyện các lực lượng hậu bị.
Ngày 10 tháng 4 năm 1958, thành lập Cục Nghiên cứu điều lệnh và Khoa học Quân sự trực thuộc Tổng cục Quân huấn, sau là Cục Khoa học Công nghệ và Môi trường, Cục Khoa học Quân sự (2014). Cục Khoa học quân sự Bộ Quốc phòng có nhiệm vụ nghiên cứu, tham mưu giúp Quân ủy Trung ương, Bộ Quốc phòng lãnh đạo, chỉ đạo, tổ chức triển khai công tác Khoa học-Công nghệ-Môi trường trong quân đội và thực hiện chức năng quản lý nhà nước về lĩnh vực này trong toàn quân.
Từ năm 1955, Tổng Quân ủy đã giao cho Trường Sĩ quan Lục quân Việt Nam tổ chức tập huấn những nội dung cơ bản về hóa học, nguyên tử cho đội ngũ giáo viên của trường. Năm 1956, Bộ Quốc phòng đã thành lập Tổ nghiên cứu tác chiến dưới điều kiện vũ khí nguyên tử, hóa học ở Cục Quân huấn. Đây là tổ chức tiền thân, cơ quan chỉ đạo phòng hóa của Quân đội nhân dân Việt Nam. Ngày 17 tháng 3 năm 1958, Bộ Tổng Tham mưu ban hành Công văn số 173/BTTM, tổ chức các cơ quan trực thuộc Tổng cục Quân huấn trong đó có Phòng Hóa học - Nguyên tử nằm trong Cục Huấn luyện chiến đấu. Phòng Hóa học - Nguyên tử là cơ quan nghiệp vụ làm tham mưu cho Bộ, chỉ đạo huấn luyện Phòng Hóa học - Nguyên tử trong toàn quân; đồng thời phối hợp với các cơ quan, tổ chức, xây dựng một số cơ quan, đơn vị hóa học theo đề án đã được xác định. Ngày 19 tháng 4 năm 1958, Bộ Tổng Tham mưu ra Quyết định số 214/BTM, giao nhiệm vụ cho Trường Sĩ quan Lục quân tổ chức một tiểu đoàn hóa học trực thuộc lấy phiên hiệu là Tiểu đoàn 6. Đây là tiểu đoàn hóa học đầu tiên của Quân đội nhân dân Việt Nam, có nhiệm vụ đào tạo hạ sĩ quan hóa học cho toàn quân, đảm nhiệm phòng hóa học hạt nhân và chiến đấu bằng vũ khí lửa; đồng thời, cùng ngày Bộ Quốc phòng đã quyết định thành lập 2 đại đội hóa học trực thuộc Sư đoàn Bộ binh 308 và Sư đoàn Bộ binh 320. Ngày 19 tháng 4 năm 1958, đánh dấu sự phát triển đầy đủ, yếu tố cần thiết cho sự ra đời Binh chủng Hóa học Quân đội nhân dân Việt Nam và được, Bộ Tổng Tham mưu quyết định lấy làm ngày truyền thống của Bộ đội Hóa học (1973). Ngày 9 tháng 5 năm 1966, theo Quyết định số 34/QĐ-QP, Phòng Hóa học - Nguyên tử được phát triển thành Cục Hóa học thuộc Bộ Tổng Tham mưu. Ngày 17 tháng 7 năm 1976, Đại tướng Võ Nguyên Giáp - Bộ trưởng Bộ Quốc phòng đã ký Quyết định số 224/QĐ-QP phát triển Cục Hóa học thành Binh chủng Hóa học (năm 1976).
Thực hiện Nghị quyết 58/NQ-TW của Bộ Chính trị, ngày 3 tháng 3 tháng 1959, Thủ tướng ra Nghị định 100/TTg thành lập lực Lượng Công an nhân dân vũ trang. Ngày 19 tháng 11 năm 1958, thành lập Lực lượng Cảnh vệ gồm Cảnh vệ Biên phòng và Cảnh vệ Nội địa. Ngày 10 tháng 10 năm 1979, Bộ Chính trị Ban Chấp hành Trung ương Đảng ra Nghị quyết số 22/NQ-TW, chuyển giao nhiệm vụ và Lực lượng Công an nhân dân vũ trang từ Bộ Nội vụ sang Bộ Quốc phòng. Ngày 31 tháng 5 năm 1988, Ban Bí thư Trung ương Đảng ra chỉ thị số 41/CT-TW về việc chuyển giao Lực lượng Bộ đội Biên phòng từ Bộ Quốc phòng sang Bộ Nội vụ. Ngày 16 tháng 11 năm 1995, Thủ tướng Chính phủ ban hành Quyết định số 754/TTg chuyển Bộ đội biên phòng về trực thuộc Bộ Quốc phòng

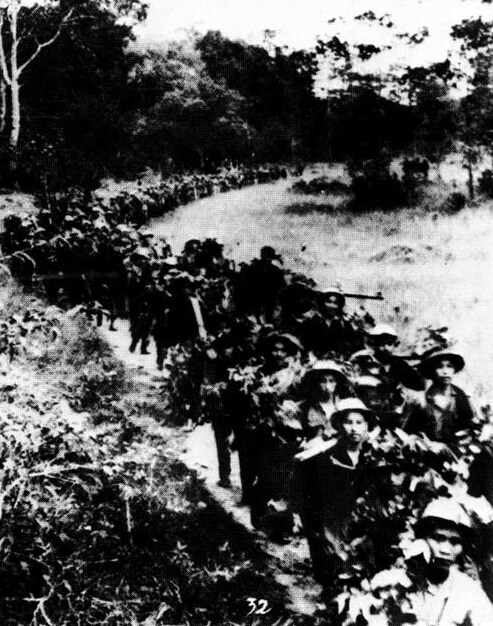
Quân đội nhân dân Việt Nam đang hành quân trên đường Trường Sơn qua Lào.

Ngày 19 tháng 5 năm 1959, thành lập Đoàn 559, sau là Bộ Tư lệnh Đoàn 559 (1965), Bộ Tư lệnh Trường Sơn(1970), Binh đoàn 12 (1977)
Ngày 12 tháng 10 năm 1960, thành lập Cục Nghiên cứu Kỹ thuật (Viện Kỹ thuật Quân sự), nay là Viện Khoa học và Công nghệ Quân sự.
Ngày 27 tháng 8 năm 1961, thành lập Trường Quân chính sơ cấp Quân Giải phóng miền Nam.  Ngày 10 tháng 10 năm 1975, Bộ Quốc phòng ký quyết định thành lập Trường Sĩ quan Lục quân 2 trên cơ sở Trường Lục quân tổng hợp H28, trực thuộc Bộ Quốc phòng, sau là Trường Đại học Nguyễn Huệ (2010).
Trong bối cảnh đế quốc Mỹ ra sức phá hoại Hiệp định Genève, trực tiếp nhảy vào miền Nam Việt Nam, thiết lập thể chế chính trị thân Mỹ, áp đặt chính sách thực dân kiểu mới, xây dựng bộ máy bạo lực phản cách mạng và sử dụng bộ máy ấy để đàn áp khốc liệt phong trào cách mạng miền Nam, Đảng ta không còn con đường nào khác phải sử dụng bạo lực cách mạng để trấn áp kẻ thù, thực hiện hoài bão lớn nhất của toàn dân tộc là hòa bình, thống nhất, độc lập dân tộc và chủ nghĩa xã hội. Từ phong trào cách mạng của quần chúng, hình thức đấu tranh vũ trang tái xuất hiện và cùng với nó là sự ra đời của các lực lượng vũ trang nhân dân ở miền Nam. Nhu cầu cần có một bộ chỉ huy quân sự thống nhất và tại chỗ để kịp thời chỉ đạo chỉ huy toàn thể các lực lượng vũ trang cách mạng tại chiến trường miền Nam đặt ra một cách khẩn bách. Năm 1961, để chỉ huy trực tiếp các lực lượng vũ trang cách mạng tại chiến trường Nam Bộ, Nam Trung Bộ, Nam Tây Nguyên; Bộ Chính trị quyết định thành lập Bộ Tư lệnh các lực lượng vũ trang nhân dân giải phóng miền Nam Việt Nam (gọi là Bộ Chỉ huy Miền). Sự ra đời của Bộ Chỉ huy Miền là một tất yếu khách quan, đáp ứng kịp thời yêu cầu của cách mạng miền Nam trong thời điểm chuyển sang chiến tranh cách mạng lúc bấy giờ. Đó là vấn đề xây dựng lực lượng vũ trang và tiến hành đấu tranh vũ trang chống xâm lược.
Bộ Chỉ huy Miền là một cấp chỉ huy lớn của quân đội, cơ quan chỉ huy cao nhất các lực lượng vũ trang nhân dân ở B2. Bộ Chỉ huy Miền đặt dưới sự lãnh đạo chỉ đạo của Bộ Chính trị, Quân ủy Trung ương, trực tiếp là Trung ương Cục và sự chỉ đạo chỉ huy của Quân ủy Trung ương, Bộ Tổng Tư lệnh". Kể từ khi thành lập cho đến lúc kết thúc nhiệm vụ, Bộ Chỉ huy Miền do các đồng chí sau đây làm Tư lệnh: Phạm Thái Bường (1961), Trần Nam Trung (1961 - 1962), Trần Văn Quang (1962 - 1964), Trần Văn Trà (1964 - 1967, 1973 - 1976), Hoàng Văn Thái (1967 - 1973); và Chính ủy là các đồng chí: Nguyễn Văn Linh (1961 - 1964), Nguyễn Chí Thanh (1964 - 1967), Phạm Hùng (1967 - 1976).
Ngày 28 tháng 5 năm 1964, Bộ Quốc phòng đã ra Quyết định số 62/QĐ-QP thành lập Cục Liên lạc Đối ngoại (Bộ Quốc phòng) để giúp Quân ủy Trung ương và Bộ Quốc phòng quản lý, chỉ đạo các hoạt động đối ngoại, sau đến ngày 4 tháng 9 năm 1989, đổi tên thành Cục Đối ngoại
Ngày 22 tháng 6 năm 1965, Bộ Quốc phòng ra Quyết định số 100/QĐ-QP thành lập Trung đoàn Xe tăng 203 và ra Quyết định số 101/QĐ-QP thành lập Bộ Tư lệnh Tăng thiết giáp. Nhiệm vụ của Bộ Tư lệnh Tăng thiết giáp là lãnh đạo, chỉ huy, xây dựng và quản lý các đơn vị xe tăng, thiết giáp dự bị của Bộ và làm tham mưu cho Bộ về Binh chủng TTG. Sự ra đời của Binh chủng TTG đã đánh dấu bước phát triển mới của Bộ đội TTG và sự lớn mạnh của Quân đội nhân dân Việt Nam, thể hiện sự lãnh đạo sáng suốt của Đảng, chủ trương đúng đắn của Quân ủy Trung ương và Bộ Tổng Tư lệnh nhằm tăng cường sức mạnh của quân đội để có đủ khả năng làm tròn sứ mệnh lịch sử vẻ vang bảo vệ vững chắc thành quả cách mạng xã hội chủ nghĩa ở miền Bắc, giải phóng miền Nam và làm nghĩa vụ quốc tế. Ngày 5 tháng 10 năm 1965 thành lập Binh chủng Tăng Thiết giáp.
Ngày 8 tháng 8 năm 1966, Hội đồng Chính phủ ra Quyết định số 146/CP thành lập Phân hiệu II Đại học Bách Khoa. Ngày 28 tháng 10 năm 1966, công bố quyết định thành lập Phân Hiệu II Đại học Bách Khoa đồng thời khai giảng khóa đào tạo 1. Ngày 18 tháng 6 năm 1968, Thủ tướng Chính phủ quyết định đổi tên "Phân hiệu II Đại học Bách khoa" thành trường Đại học Kỹ thuật Quân sự. Ngày 15 tháng 12 năm 1981, Bộ Quốc phòng quyết định thành lập Học viện Kỹ thuật Quân sự trên cơ sở trường Đại học Kỹ thuật Quân sự. Ngày 6 tháng 5 năm 1991, Thủ tướng Chính phủ quyết định thành lập Đại học Kỹ thuật Lê Quý Đôn trên cơ sở Học viện Kỹ thuật Quân sự với 2 nhiệm vụ đào tạo quân sự và dân sự
Ngày 17 tháng 3 năm 1967, thành lập Binh chủng Đặc công.
Ngày 3 tháng 7 năm 1971, thành lập Cục Tiêu chuẩn-Đo lường-Chất lượng
Sau khi Hiệp định Pa-ri 1973 được ký kết, tình thế mới đặt ra vấn đề xây dựng các quân đoàn binh chủng hợp thành có sức cơ động cao, sức đột kích lớn, làm lực lượng quyết định trong các chiến dịch có ý nghĩa chiến lược. Chấp hành Nghị quyết của Bộ Chính trị, Ngày 24 tháng 10 năm 1973, Đại tướng Võ Nguyên Giáp đã ký quyết định số 142/QĐ-QP về việc thành lập Quân đoàn 1. Thiếu tướng Lê Trọng Tấn, Phó tổng Tham mưu trưởng được cử kiêm Tư lệnh Quân đoàn; Thiếu tướng Lê Quang Hòa, Phó chủ nhiệm Tổng cục Chính trị được cử kiêm Chính ủy Quân đoàn.
Ngày 17 tháng 5 năm 1974, Quân đoàn 2 được thành lập tại Ba Nang - Ba Lòng - Quảng Trị. Sự ra đời của Quân đoàn 2 thể hiện sinh động quy luật về xây dựng lực lượng vũ trang nhân dân dưới sự lãnh đạo của Đảng. Nhiệm vụ chủ yếu của Quân đoàn là tham gia tổ chức các chiến dịch quy mô bằng sức mạnh hiệp đồng binh chủng, thực hiện những đòn tiêu diệt lớn lực lượng địch, phối hợp với các lực lượng tại chỗ và phong trào đấu tranh của quần chúng nhân dân giải phóng hoàn toàn miền Nam. Để thực hiện nhiệm vụ này, yêu cầu đặt ra đối với Quân đoàn là phải xây dựng sức mạnh chiến đấu tổng hợp, sức đột kích mạnh, tính cơ động cao, thành thạo tác chiến tập trung hiệp đồng quân, binh chủng.
Cùng với sự phát triển mạnh mẽ về tổ chức lực lượng, quân đội ta còn được trang bị một khối lượng lớn vũ khí trang bị kỹ thuật hiện đại. Các quân đoàn chủ lực cũng được thành lập. Công tác bảo đảm trang bị, bảo đảm kỹ thuật, quản lý kỹ thuật và huấn luyện kỹ thuật để cán bộ, chiến sĩ làm chủ vũ khí trang bị kỹ thuật trong khai thác sử dụng đặt ra cho các cấp phải khẩn trương thực hiện. Lượng vũ khí trang bị kỹ thuật rất lớn được trang bị cho các đơn vị đòi hỏi phải tăng cường công tác quản lý, chỉ đạo tiến hành bảo quản, bảo dưỡng, sửa chữa, cất giữ an toàn phục vụ cho chiến đấu. Trên tình hình thực tế đó cần phải có cơ quan quản lý, chỉ huy, chỉ đạo cấp chiến lược trực thuộc Bộ đảm trách công tác kỹ thuật quân sự để tham mưu đề xuất với Quân ủy Trung ương và Bộ Quốc phòng về công tác kỹ thuật. Vì vậy, Ngày 10 tháng 9 năm 1974, Hội đồng Chính phủ ban hành Nghị định số 211/CP về việc thành lập Tổng cục Kỹ thuật trực thuộc Bộ Quốc phòng.
Ngày 20 tháng 3 năm 1975, thành lập Cục Vật tư trực thuộc Bộ Tổng Tham mưu, sau là Cục Kế hoạch và Đầu tư (1998)
Ngay sau khi Tây Nguyên được giải phóng, ngày 26 tháng 3 năm 1975, Đại tướng Võ Nguyên Giáp, Ủy viên Bộ Chính trị, Bí thư Quân ủy Trung ương, Phó Thủ tướng Chính phủ kiêm Bộ trưởng Bộ Quốc phòng ký quyết định số 54/QĐ-QĐ thành lập Quân đoàn 3 trực thuộc Bộ Quốc phòng. Quân đoàn 3 được thành lập có ý nghĩa rất quan trọng, đánh dấu sự ra đời của quân đoàn chủ lực cơ động thứ tư của Quân đội nhân dân Việt Nam. Theo quyết định của Bộ Quốc phòng, cơ cấu tổ chức của Quân đoàn 3 bao gồm: Bộ Tư lệnh, các cơ quan tham mưu, chính trị, hậu cần và các đơn vị trực thuộc. Với thành phần là các đơn vị thuộc khối chủ lực B3 đang trong quá trình phát triển chiến dịch Tây Nguyên, Quân đoàn 3 là một binh đoàn chủ lực binh chủng hợp thành hoàn chỉnh, có cơ cấu tổ chức chặt chẽ, ổn định, sức cơ động cao, hoả lực mạnh, có trình độ và kinh nghiệm tác chiến hiệp đồng binh chủng; có thể độc lập tiến hành một chiến dịch hoặc đảm nhiệm hướng chủ yếu trong đội hình chiến dịch lớn của cấp trên, làm lực lượng quyết định trong các chiến dịch có ý nghĩa chiến lược
Chấp hành Nghị quyết của Hội nghị lần thứ 21 Ban chấp hành Trung ương Đảng về tăng cường quân sự tiến tới thống nhất đất nước, tháng 10 năm 1973 Quân uỷ Trung ương và Bộ Quốc phòng đề nghị Bộ Chính trị thành lập các quân đoàn chủ lực của Quân đội nhân dân Việt Nam, ở Nam bộ và Cực Nam Trung Bộ, từ đầu năm 1974 Trung ương Cục, Quân uỷ và Bộ tư lệnh Miền đã chỉ đạo lập phương án tổ chức biên chế, dự thảo chức năng nhiệm vụ của một quân đoàn chủ lực trên chiến trường. Sau khi thông qua kế hoạch tổ chức biên chế, ngày 20 tháng 7 năm 1974, đồng chí Phạm Hùng, Ủy viên Bộ Chính trị, Bí thư Trung ương Cục chính thức công bố quyết định thành lập Quân đoàn 4 tại chiến khu Dương Minh Châu, miền Đông Nam Bộ. Với chức năng là quả đấm chủ lực mạnh, lực lượng cơ động của Bộ ở chiến trường B2, nhiệm vụ của Quân đoàn 4 là tiêu diệt quân địch, giải phóng nhân dân, làm nòng cốt cho lực lượng vũ trang 3 thứ quân, làm chỗ dựa vững chắc cho lực lượng đấu tranh chính trị của quần chúng, đảm nhận một hướng chiến lược, một khu vực chiến trường, mục tiêu cuối cùng là giải phóng Sài Gòn.
Ngày 26 tháng 5 năm 1975, thành lập Bệnh viện Trung ương Quân đội 175, trên cơ sở tiếp quản cơ sở vật chất, hạ tầng của Tổng y viện của chế độ cũ và sáp nhập 3 bệnh viện: K116, K72, K59 và một số đội điều trị.
Ngày 29 tháng 8 năm 1975, Lễ khánh thành Công trình Lăng Chủ tịch Hồ Chí Minh được tổ chức trọng thể tại Hội trường Ba Đình, các đồng chí lãnh đạo Đảng, Nhà nước đã vào Lăng viếng Bác. Hai chiến sĩ tiêu binh Nông Văn Thành dân tộc Tày và Nguyễn Văn Ri dân tộc Kinh được vinh dự làm nhiệm vụ trong phiên gác đầu tiên. Trước đây, thi hài Bác được giữ gìn và bảo vệ trong một không gian hẹp, có điều kiện bảo đảm môi trường trong sạch, tinh khiết. Nay thi hài Bác được giữ gìn trong một không gian rộng, hàng ngày có hàng ngàn lượt người đến viếng, rất khó khăn trong việc bảo đảm các thông số kỹ thuật, an ninh và công tác đón tiếp, tuyên truyền. Trước yêu cầu nhiệm vụ mới, ngày 28 tháng 12 năm 1975, Thường vụ Quân uỷ Trung ương ra Quyết định số 279/VP-QU thông qua việc thành lập Bộ Tư lệnh Bảo vệ Lăng Chủ tịch Hồ Chí Minh lấy phiên hiệu là Bộ Tư lệnh 969. Ngày 14 tháng 5 năm 1976, Bộ Quốc phòng ra Quyết định số 109/QĐ-QP thành lập Bộ Tư lệnh Bảo vệ Lăng Chủ tịch Hồ Chí Minh, trực thuộc Bộ Quốc phòng.

## Thống nhất đất nước
Ngày 14 tháng 1 năm 1976, thành lập Trường Sĩ quan Chính trị, sau là Trường Sĩ quan Chính trị Quân sự (1981), Trường Đại học Chính trị (2010).
Ngày 21 tháng 2 năm 1976, thành lập Học viện Quân sự cao cấp, sau đổi thành Học viện Quân sự cấp cao (năm 1981), sau là Học viện Quốc phòng (năm 1994)
Ngày 5 tháng 4 năm 1976, thành lập Tổng cục Xây dựng Kinh tế. Đến ngày 7 tháng 11 năm 1985 chuyển thành Tổng cục Kinh tế (nay là Tổng cục Công nghiệp Quốc phòng).
Ngày 4 tháng 7 năm 1978, thành lập Bệnh viện Đông y Quân đội, sau là Viện Y học cổ truyền Quân đội
Ngày 7 tháng 3 năm 1979, thành lập Sư đoàn 319 trực thuộc Quân khu 3, sau là Tổng Công ty 319 trực thuộc Bộ Quốc phòng (2011)
Ngày 28 tháng 5 năm 1981, thành lập Viện Lịch sử Quân sự
Ngày 11 tháng 6 năm 1982, Bộ Quốc phòng ra Quyết định số 903/QP thành lập Binh đoàn 11 trực thuộc Bộ Quốc phòng. Sau là Đoàn 11 (5/1988), Công ty xây dựng 11 (10/1989), Tổng công ty Xây dựng 11 (4/1991), và hiện nay là Tổng Công ty Thành An (năm 1996).
Ngày 20 tháng 2 năm 1985, thành lập Tổng Công ty 15 (hay là Binh đoàn 15)

## Thời kỳ cải cách mở cửa
Ngày 17 tháng 9 năm 1987, thành lập Tổng Công ty Đầu tư Phát triển nhà và Đô thị
Ngày 7 tháng 3 năm 1988, thành lập Trung tâm Nhiệt đới Việt-Nga
Ngày 1 tháng 6 năm 1989, thành lập Tổng Công ty Điện tử thiết bị thông tin, sau là Tập đoàn Viễn thông Quân đội Viettel

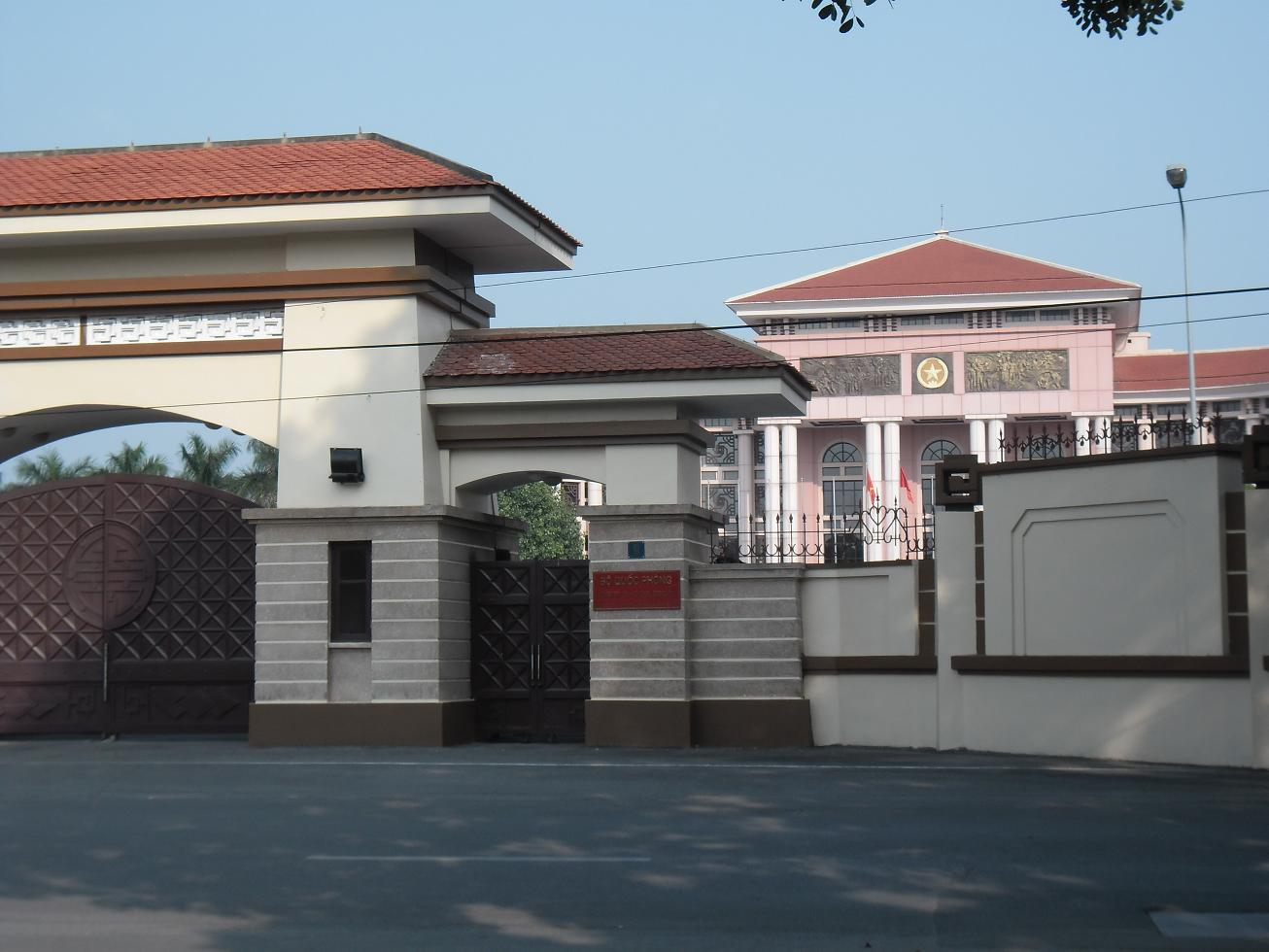
Trụ sở Bộ Quốc phòng ngày nay tại số 7 Nguyễn Tri Phương, Hà Nội

Ngày 1 tháng 9 năm 1989, thành lập Tổng Công ty Trực thăng Việt Nam (hay là Binh đoàn 18)
Ngày 16 tháng 11 năm 1989, thành lập Tổng Công ty Xây dựng Lũng Lô
Ngày 11 tháng 1 năm 1990, thành lập Viện Chiến lược Quốc phòng
Ngày 22 tháng 4 năm 1991, thành lập Tổng Công ty Thái Sơn
Ngày 10 tháng 8 năm 1991, thành lập Tổng Công ty Xuất nhập khẩu Tổng hợp Vạn Xuân (hay là VAXUCO)
Ngày 15 tháng 6 năm 1993, thành lập Phòng Quản lý Thi hành án thuộc Bộ Quốc phòng, nay là Cục Thi hành án (2005).
Ngày 4 tháng 11 năm 1994, thành lập Ngân hàng Thương mại Cổ phần Quân đội.
Ngày 24 tháng 12 năm 1994, thành lập Tổng Công ty Đông Bắc
Ngày 28 tháng 8 năm 1998, thành lập Cục Cảnh sát biển. Sau là Bộ Tư lệnh Cảnh sát biển (2013).
Ngày 8 tháng 12 năm 1998, thành lập Tổng Công ty 16 (hay là Binh đoàn 16)
Ngày 24 tháng 12 năm 1998, thành lập Cục Kinh tế
Ngày 29 tháng 4 năm 1999, thành lập Viện Khoa học Xã hội và Nhân văn Quân sự.

## Hiện nay (từ năm 2000)

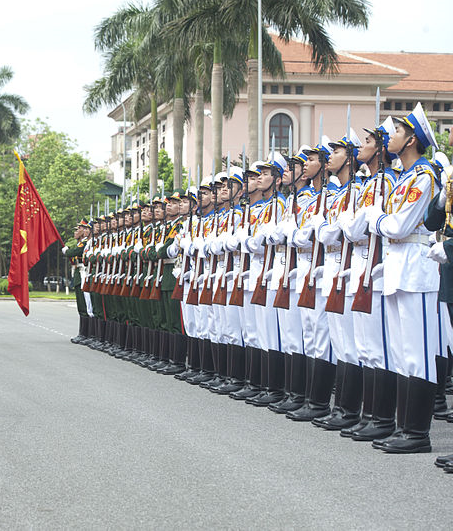
Đội danh dự tiêu binh Việt Nam năm 2012

Từ Thế kỷ 21 trở đi sự hợp tác hòa bình và phát triển vẫn là xu hướng chủ đạo của các Quốc gia. Các nước sẽ tiếp tục tăng cường hợp tác trên nhiều lĩnh vực, đặc biệt là lĩnh vực Quốc phòng-An ninh. Các cấu trúc an ninh mới được dựa trên cơ chế hợp tác đa phương sẽ tiếp tục giữ vai trò quan trọng trong quan hệ quốc tế. Tuy nhiên, tình hình thế giới, khu vực còn tiềm ẩn nhiều nguy cơ, nhất là, tranh chấp chủ quyền trên các vùng biển, đảo; sự cạnh tranh ảnh hưởng địa chiến lược, địa chính trị giữa các nước lớn diễn ra ngày càng gay gắt; các diễn đàn Quốc phòng-An ninh khu vực sẽ đan xen giữa hợp tác và đấu tranh của các bên. Ngoài Cục Đối ngoại của Bộ Quốc phòng ra, lĩnh vực quốc phòng trong nước và quốc tế trước yêu cầu trong thời đại mới cần phải có một cơ quan nghiên cứu chuyên sâu. Vì vậy, ngày 21 tháng 12 năm 2002, Bộ trưởng Bộ Quốc phòng ký Quyết định 189/2002/QĐ-BQP thành lập Viện Quan hệ Quốc tế về Quốc phòng nhằm nghiên cứu tình hình quốc phòng - an ninh của khu vực và quốc tế; tham mưu cho Bộ Quốc phòng về công tác đối ngoại quốc phòng, đồng thời trực tiếp tổ chức và tham gia các hội nghị, hội thảo, diễn đàn an ninh đa phương và đối thoại an ninh song phương trong khu vực và quốc tế.
Ngày 20 tháng 7 năm 2005, Bộ Chính trị thông qua Nghị quyết số 51-NQ/TW về tiếp tục hoàn thiện cơ chế lãnh đạo của Đảng thực hiện chế độ một người chỉ huy gắn với thực hiện chế độ chính ủy, chính trị viên trong Quân đội nhân dân Việt Nam. Theo đó, ngoài cấp trưởng đứng đầu một đơn vị thì còn có Chính ủy, Chính trị viên (trước là cấp phó về chính trị). Theo đó ngày 21 tháng 11 năm 2011, Ban Bí thư ra Quy định số 50-QĐ/TW về Tổ chức cơ quan chính trị trong Quân đội nhân dân Việt Nam nhằm xác định đúng vai trò, chức năng và hoàn thiện cơ chế thực hiện theo Nghị quyết 51/2005/Bộ Chính trị.
Trong hòa bình, yếu tố chính sách càng trở nên quan trọng. Chính sách phải được hiểu một cách đầy đủ là chế độ chính sách và cơ chế quản lý, tổ chức thực hiện các chính sách đó, bao gồm cả nguồn kinh phí bảo đảm thực hiện chính sách. Chính sách đúng cùng với giáo dục chính trị, tư tưởng tốt mới tạo thành động lực đẩy mạnh sự nghiệp xây dựng, củng cố nền quốc phòng toàn dân và xây dựng quân đội cách mạng, chính quy, tinh nhuệ, từng bước hiện đại. Vì vây, ngày 29 tháng 5 năm 2008 Bộ Quốc phòng đã thành lập cơ quan Bảo hiểm Xã hội Bộ Quốc phòng nhằm giúp Bộ trưởng Bộ Quốc phòng quản lý toàn bộ việc tổ chức bảo hiểm xã hội, bảo hiểm y tế trong quân đội; đảm bảo các chế độ bảo hiểm xã hội, bảo hiểm y tế cho người lao động đang công tác trong quân đội và trước khi chuyển ra. Đây là việc làm theo đúng quan điểm của Đảng: coi mọi chính sách chính trị, kinh tế, xã hội đều lấy trung tâm là con người, vì con người và do con người phù hợp với sự phát triển mọi mặt của quân đội và đất nước trong giai đoạn mới.
Ngày 12 tháng 10 năm 2010, Bộ Quốc phòng tổ chức thành công Hội nghị Bộ trưởng Bộ Quốc phòng các nước ASEAN Mở rộng (ADMM+) lần thứ nhất tại Hà Nội. Tham dự Hội nghị có Bộ trưởng Quốc phòng và Đại diện Bộ trưởng Quốc phòng 10 quốc gia thành viên ASEAN và 7 nước đối tác đối thoại của ASEAN (dưới đây gọi tắt là các nước "Cộng"), bao gồm Ốt-xtrây-li-a, Ấn Độ, Nhật Bản, Hàn Quốc, Niu Di Lân, Nga, Mỹ và Tổng thư ký ASEAN.
| “                                            | Lịch sử thế giới hiện đại ít khi chứng kiến việc các Bộ trưởng, đại diện Bộ trưởng Quốc phòng của 18 quốc gia trên thế giới cùng ngồi lại với nhau không phải bàn về chiến tranh, mà để cùng nhau chia sẻ và bàn thảo về hợp tác Quốc phòng-an ninh thiết thực, vì hoà bình, ổn định và phát triển. | ” |
| — Phùng Quang Thanh- Bộ trưởng Bộ Quốc phòng | |   |

Đây là một dấu mốc quan trọng trong lịch sử ASEAN bởi ADMM+ là diễn đàn quốc phòng chính thức đầu tiên cấp bộ trưởng quốc phòng giữa ASEAN và các nước đối tác chủ chốt ngoài khu vực. Hội nghị khẳng định tầm quan trọng của việc giữ vững vai trò trung tâm của ASEAN trong tiến trình ADMM+ và nhấn mạnh rằng hợp tác trong khuôn khổ ADMM+ cần tuân thủ các nguyên tắc cơ bản của ASEAN là tôn trọng độc lập, chủ quyền, không can thiệp vào công việc nội bộ của nhau, tham vấn, đồng thuận và với nhịp độ phù hợp với tất cả các nước thành viên. Hội nghị khẳng định ADMM+ là một bộ phận quan trọng của cấu trúc an ninh khu vực năng động, hiệu quả, mở và dung nạp. ADMM+ sẽ góp phần tăng cường hữu nghị, lòng tin và hiểu biết lẫn nhau thông qua đối thoại và hợp tác quốc phòng giữa các nước thành viên ADMM+.
Ngày 23 tháng 8 năm 2011, thành lập Tổng Công ty 36
Ngày 4 tháng 6 năm 2012, trong buổi tiếp thân mật Bộ trưởng Quốc phòng Hoa Kỳ Leon Edward Panetta, Bộ trưởng Phùng Quang Thanh đề nghị: "Nếu được dỡ bỏ lệnh cấm bán vũ khí sát thương, chúng tôi có nhu cầu mua một số loại vũ khí trang bị trước hết để sửa chữa, bảo quản, nâng cấp các loại vũ khí chúng tôi thu được trong chiến tranh. Sau đó, chúng tôi sẽ lựa chọn mua những loại trang bị vũ khí phù hợp yêu cầu hiện đại hóa quân đội của Việt Nam với giá cả cạnh tranh"

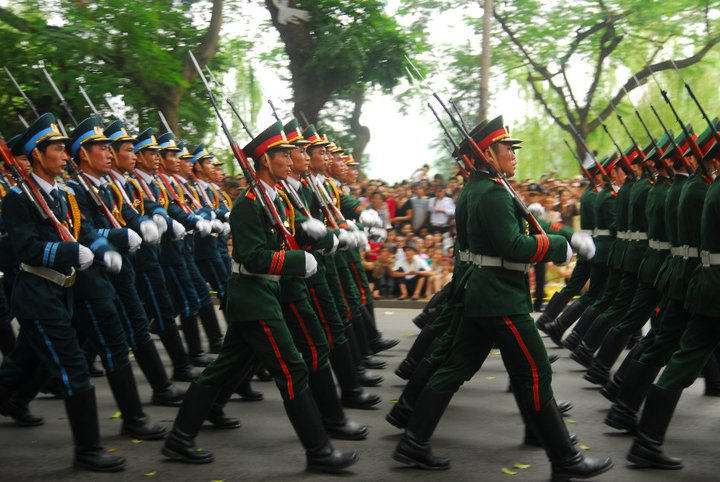
Duyệt binh kỷ niệm 1000 năm Thăng Long - Hà Nội năm 2010

Ngày 19 tháng 12 năm 2013, Bộ Quốc phòng Việt Nam tổ chức lễ ra mắt Cổng Thông tin điện tử Bộ Quốc phòng có 2 phiên bản tiếng Anh và tiếng Việt.
| “                                          | Sự kiện Cổng Thông tin điện tử phiên bản tiếng Anh và Báo Điện tử Quốc phòng ra mắt đánh dấu bước phát triển của Ngành thông tin Khoa học quân sự, trong đó có Trung tâm Khoa học quân sự về việc ứng dụng công nghệ thông tin-truyền thông trong Bộ Quốc phòng theo lộ trình phát triển Chính phủ điện tử. Đây là kênh thông tin chính thức cung cấp, trao đổi thông tin về các hoạt động quản lý Nhà nước của Bộ Quốc phòng trên Internet, đem lại tiện ích cho người sử dụng Internet trong và ngoài nước; gắn bó mật thiết với các bộ, ngành, đơn vị, đồng thời giúp bạn bè trên thế giới hiểu rõ hơn về đất nước, con người Việt Nam và Quân đội nhân dân Việt Nam | ” |
| — Phan Văn Giang- Phó Tổng Tham mưu trưởng | |   |

Ngày 27 tháng 5 năm 2014, thành lập Trung tâm Gìn giữ Hòa bình Việt Nam. Đây là một việc làm thực tế để Quân đội, Chính phủ và nhân dân Việt Nam chứng minh bằng hành động về những cam kết hội nhập quốc tế toàn diện mà Đảng đã đề ra.
| “                                     | Việc thành lập Trung tâm gìn giữ hòa bình Việt Nam và cử 2 sĩ quan lên đường làm nhiệm vụ tại Phái bộ Nam Sudan là sự kiện có ý nghĩa chính trị quan trọng, đánh dấu sự tham gia chính thức của Việt Nam vào hoạt động gìn giữ hòa bình của Liên Hợp Quốc. Hòa bình chỉ có thể được kiến tạo khi những hành động đơn phương trái với luật pháp quốc tế phải được đấu tranh loại bỏ. Hòa bình chỉ có thể được giữ gìn khi khi các quốc gia dù lớn hay nhỏ đều phải tôn trọng độc lập chủ quyền của nhau, đều cùng chia sẻ trách nhiệm gìn giữ hòa bình bằng những hành động thiết thực, cụ thể | ” |
| — Vũ Đức Đam- Phó Thủ tướng Chính phủ | |   |

Ngày 21 tháng 10 năm 2014, tại Hà Nội đã diễn ra Đối thoại Chính sách Quốc phòng Việt Nam-Hoa Kỳ năm 2014. Hai bên trao đổi tình hình thế giới, khu vực cùng quan tâm và kiểm điểm lại kết quả đạt được trên 5 lĩnh vực được nêu trong Bản ghi nhớ về hợp tác quốc phòng song phương và thống nhất, trong thời gian qua, một số lĩnh vực có bước phát triển mới, nhất là các hoạt động hợp tác mang tính chất nhân đạo như tìm kiếm quân nhân mất tích (MIA); rà phá bom mìn, vật liệu nổ còn sót lại sau chiến tranh, tẩy rửa chất độc da cam/dioxin...
Ngày 16 tháng 1 năm 2015, tại thủ đô New Delhi (Ấn Độ) đã khai mạc Đối thoại chiến lược quốc phòng Ấn Độ - Việt Nam lần thứ 9. Thượng tướng Nguyễn Chí Vịnh, Thứ trưởng Bộ Quốc phòng dẫn đầu đoàn Việt Nam tham dự Đối thoại. Hai bên đã trao đổi về tình hình quốc tế, khu vực và tiếp tục thống nhất rằng hòa bình, hợp tác và phát triển là xu thế chung của tất cả các quốc gia trong thời đại ngày nay, mọi tranh chấp, bất đồng cần được giải quyết thông qua đối thoại hòa bình, trên cơ sở luật pháp quốc tế, không sử dụng vũ lực hoặc đe dọa dùng vũ lực.
Ngày 3 tháng 3 năm 2015, Bộ Quốc phòng Việt Nam tuyên bố, Việt Nam và Israle ký kết Bản ghi nhớ hợp tác quốc phòng, nỗ lực thúc đẩy quan hệ song phương, tăng cường hợp tác trong các lĩnh vực như hoạt động quân sự, chuyển nhượng công nghệ, hợp tác công nghiệp quân sự.
Ngày 18 tháng 3 năm 2015, Đoàn đại biểu quân sự cấp cao Việt Nam do Đại tướng Phùng Quang Thanh, Bộ trưởng Bộ Quốc phòng dẫn đầu, đã kết thúc tốt đẹp chuyến đi dự Hội nghị Bộ trưởng Quốc phòng các nước ASEAN lần thứ 9 (ADMM-9) và dự khai mạc Triển lãm Hàng không-Hàng hải quốc tế Langkawi năm 2015 (LIMA 2015) tại Malaysia. Thông qua cơ chế ADMM, ASEAN muốn gửi đến cộng đồng quốc tế một hình ảnh ASEAN đoàn kết, đồng thuận và hợp tác có hiệu quả. Ma-lai-xi-a cam kết sẽ làm hết sức mình trong việc góp phần vào duy trì hòa bình, ổn định và an ninh trong khu vực theo các chuẩn mực quốc tế.
Ngày 27 tháng 3 năm 2015, Cổng Thông tin Điện tử Ngành Chính sách quân đội chính thức đi vào hoạt động nhằm góp phần tuyên truyền, phổ biến các chủ trương, chính sách của Đảng, Nhà nước đối với Quân đội, hậu phương Quân đội; chỉ đạo, hướng dẫn các hoạt động Công tác chính sách trong toàn quân; thực hiện từng bước các dịch vụ hành chính công trực tuyến nhằm công khai, minh bạch các chế độ, chính sách, quy trình, trách nhiệm tổ chức thực hiện của các cấp, các ngành; thông tin kịp thời hơn về lĩnh vực Công tác chính sách. Đồng thời, đây là trang tin điện tử của Văn phòng Ban chỉ đạo Quốc gia, là một trong những địa chỉ tiếp nhận, cung cấp thông tin về liệt sĩ, mộ liệt sĩ phục vụ cho thực hiện Đề án tìm kiếm, quy tập hài cốt liệt sĩ từ nay đến năm 2020 và những năm tiếp theo của Ban chỉ đạo Quốc gia 1237.
Ngày 31 tháng 5 năm 2015, Bộ trưởng Bộ Quốc phòng Hoa Kỳ Ashton Carter thăm chính thức Bộ Quốc phòng Việt Nam, Bộ Tư lệnh Hải quân và Bộ Tư lệnh Vùng 1 Hải quân Việt Nam. Hai bên đã tiến hành hội đàm trên tinh thần hữu nghị, cởi mở, thẳng thắn và hiểu biết lẫn nhau. Hai bên đã trao đổi về quan hệ quốc phòng song phương và nhận thấy sự phát triển tích cực và ổn định trong quan hệ quốc phòng hai nước. Hoa Kỳ đã triển khai tương đối tích cực các chương trình khắc phục hậu quả chiến tranh, trao đổi đoàn; đối thoại, tham vấn; trao đổi kinh nghiệm trong lĩnh vực tìm kiếm cứu nạn, khắc phục thiên tai, tham gia các hoạt động gìn giữ hòa bình của Liên hợp quốc, an ninh biển; đào tạo; quân y; tham vấn lẫn nhau trên các diễn đàn  đa phương, ADMM+ và các lĩnh vực khác mà hai bên có nhu cầu và khả năng.
Ngày 2 tháng 9 năm 2015, Bộ Quốc phòng đã tổ chức và phối hợp tốt với các cơ quan đơn vị của các ban ngành đoàn thể Trung ương tổ chức thành công Lễ mít tinh, diễu binh, diễu hành Kỷ niệm 70 năm Cách mạng Tháng Tám (ngày 19 tháng 8 năm 1945/ngày 19 tháng 8 năm 2015) và Quốc khánh nước Cộng hòa xã hội chủ nghĩa Việt Nam (ngày 2 tháng 9 năm 1945/ngày 2 tháng 9 năm 2015) tại Quảng trường Ba Đình, Hà Nội. Với hơn 30.000 người tham gia trong suốt 3 tháng luyện tập, hợp luyện và tổng duyệt. Ban Chỉ đạo Bộ Quốc phòng về tổ chức các hoạt động Kỷ niệm diễu binh, diễu hành do Thượng tướng Nguyễn Thành Cung làm Trưởng ban Chỉ đạo, Trung tướng Nguyễn Quốc Khánh làm Phó ban Chỉ đạo đã tổ chức triển khai thực hiện các nhiệm vụ bảo đảm đúng tiến độ đề ra và đảm bảo an toàn trong toàn buổi Lễ.